# Бакота
Ба́кота — затоплене село в Україні, в Кам'янець-Подільському районі Хмельницької області. Давніше місто, столиця Пониззя княжих часів. Через будівництво Дністровського гідровузла рішенням облвиконкому від 27 жовтня 1981 року виключено з облікових даних.

## Географія
Село Бакота було розташоване в долині каньйону річки Дністер за 55 кілометрів автошляхами від залізничної станції Кам'янець-Подільський, недалеко від селища Стара Ушиця і села Колодіївка.

### Клімат
За даними метеорологів, у цьому районі існує своєрідний унікальний мікроклімат — середньорічна кількість тепла на 1 кв. м тут рівнозначна ялтинській, а скелі й ліси захищають узбережжя Дністра від північних повітряних потоків.

## Історія

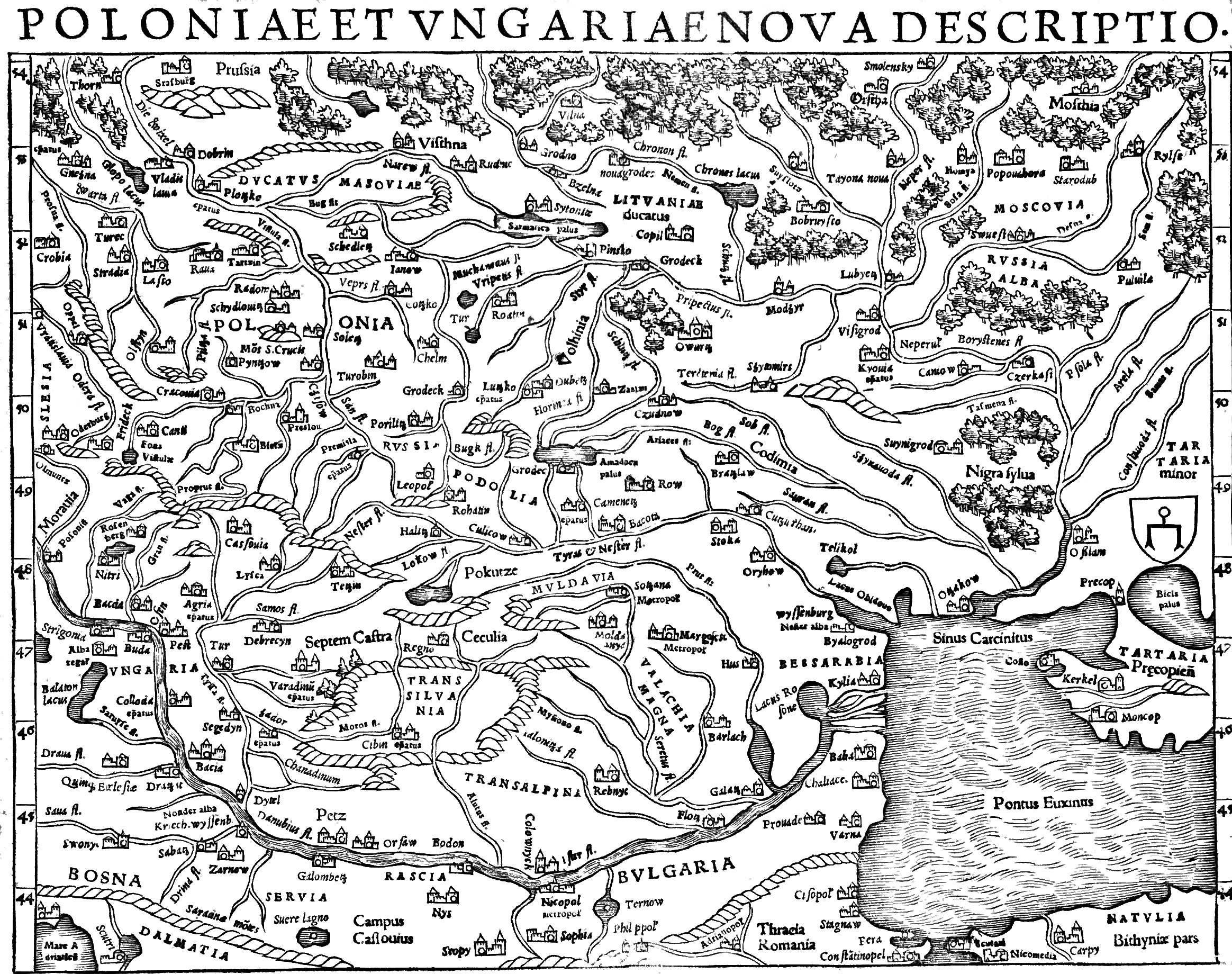
Бакота на мапі 1554 р.

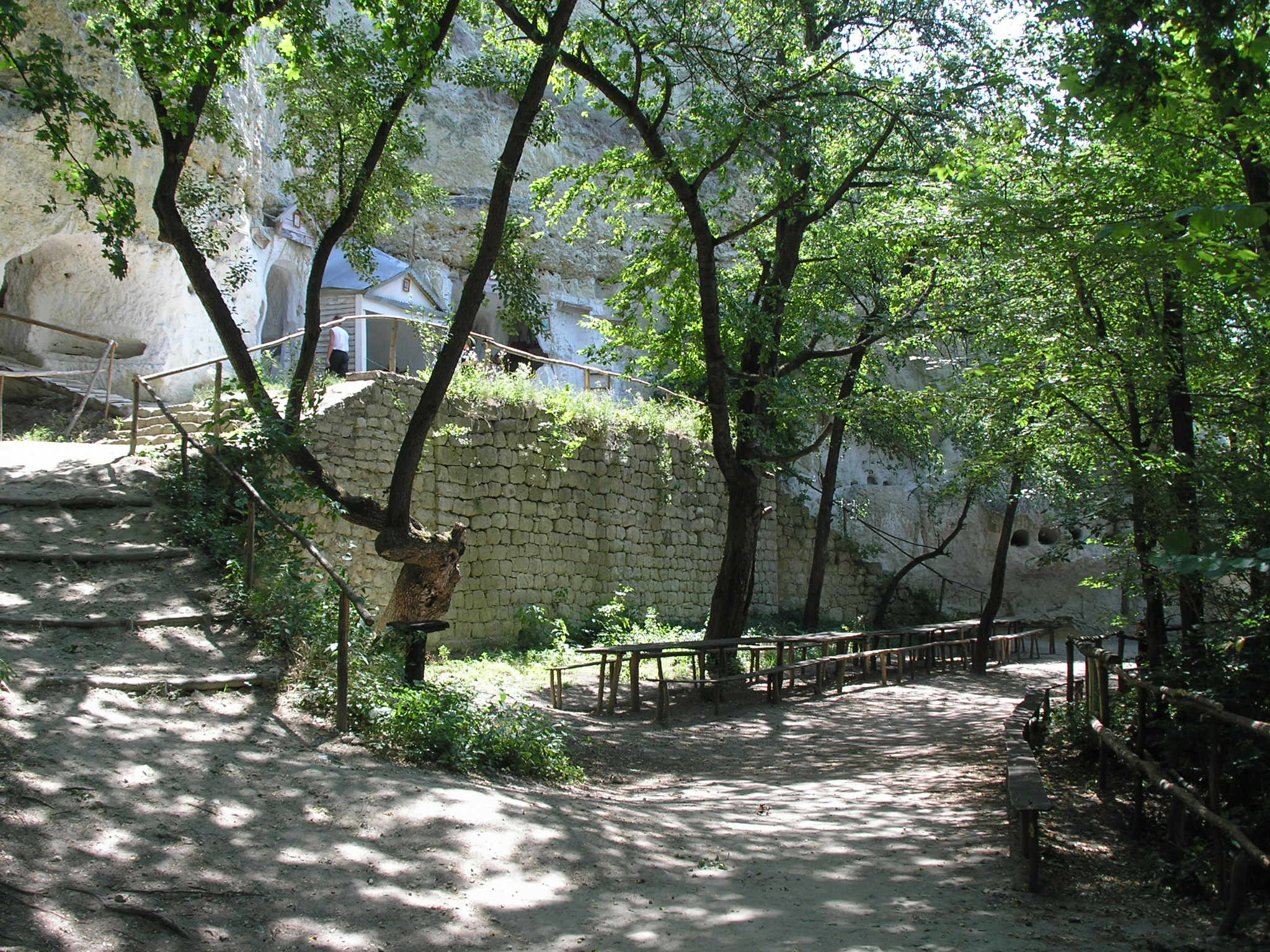
Скельний чоловічий монастир

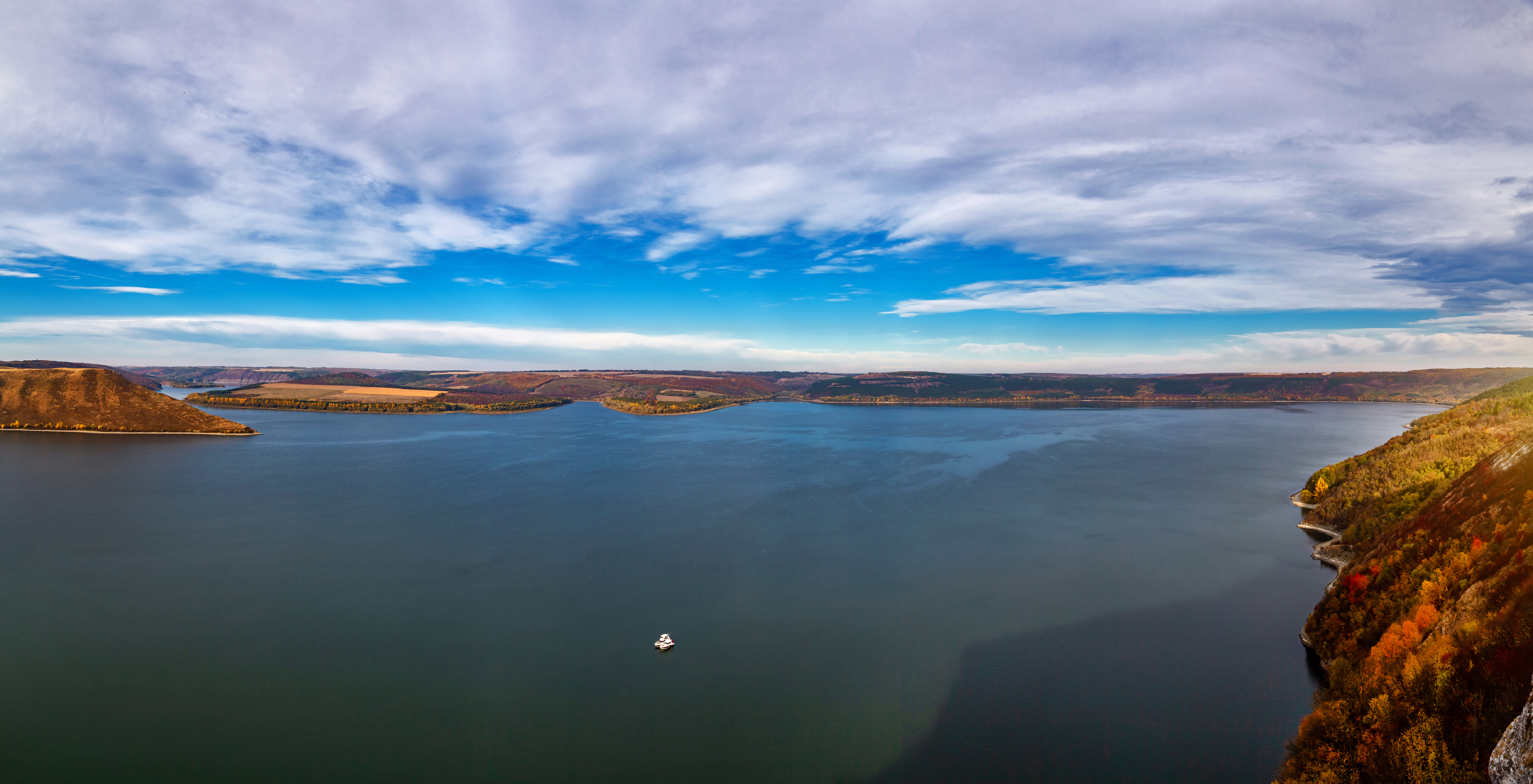
Ранкова панорама над Бакотою

Археологічні розкопки свідчать, що здавна вздовж берегів Дністра на цьому місці було розташовано безліч язичницьких святилищ та капищ, а також кургани з жіночими похованнями, що свідчить про густе заселення цих територій починаючи з доісторичних часів.
Бакота вперше згадується у літописі 1240 року. У XIII столітті — велике місто, найважливіший політично-адміністративний центр Дністровського Пониззя (з XIV століття — Поділля), яке входило до Галицько-Волинського князівства. У XII столітті Бакота займала площу близько 10 гектарів з кількістю населення близько 2,5 тисяч чоловік.[джерело?]
Першу згадку про скельний чоловічий монастир зафіксовано у київській Книзі 1362 року, де той згадується як «давно існуючий». Засновником монастиря був преподобний старець Антоній (засновник Києво-Печерської Лаври). За Іпатіївським літописом, в 1255 році містом заволоділи монголо-татари. Монахи і жителі міста сховалися від них в лабіринті монастирських печер. Загарбники пропонували вийти, здатися і відректися від віри, але не досягнувши успіху в переговорах, засипали вихід величезними каменями, тим самим заживо похоронивши населення в його притулку. В цей час власником містечка Бакота був намісник Данила Галицького боярин Мілей, який дає можливість монголо-татарам взяти Пониззя під владу та грабувати. Для відбиття Пониззя був направлений Лев Данилович з військом, але Мілей зрадив та віддав Бакоту знову татарам. У 1258 році татарами зруйнований Бакотський замок.
У 1430 році Бакота була центром Бакотської волості. У 1431 році Бакота стає нейтральною прикордонною територією як наслідок перемир'я між Королівством Польським та Литвою. У цьому році жителі міста організовують повстання, вбивають поміщиків і проголошують незалежність. Через три роки польські війська жорстоко придушили бунт, покарали керівників, спалили будинки, зруйнували замок і порозганяли населення. Після цього Бакота назавжди перестала бути містом.

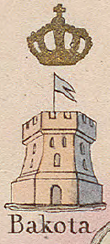
Бакота на мапі Зигмунда Герстмана

У Бакоті було укладено мирну угоду (трактат) між Королівством Польським та Молдавським князівством; сторону Корони представляв Миколай Сенявський.
Протягом останніх століть свого існування життя в Бакоті було спокійним і нормальним. 
7 (20) листопада 1917 року, відповідно до Третього Універсалу Української Центральної Ради, Бакота увійшла до складу Української Народної Республіки.
Після 1918 року містечко стало прикордонним — вздовж річки була побудована двометрова кам'яна стіна, а по той бік Дністра починалася територія Румунії. Голод 1933 року обійшов Бакоту стороною, але монастир був закритий, а трохи пізніше зупинено будівництво нової церкви. Бойових дій Другої Світової війни на території Бакоти не було. І лише голод 1947 року зменшив кількість населення Бакоти втричі. На початку 1960-х років служба в храмі монастиря була зупинена. Останні ченці померли або пішли в інші монастирі. Ікони, хрести та книги були знищені, церква зруйнована.[джерело?]
Історія Бакоти закінчилася в 1981 році, коли в ході будівництва Новодністровської ГЕС населення було виселено в сусідні міста, а сам населений пункт повністю затоплений водою, як і три інші літописні міста Студениця, Калюс, Ушиця (з 1826 Стара Ушиця).
У 1996 році обвал верхньої скелі Білої гори знищив основну масу печер та усипальницю з настінними розписами і фресками XI—XIII століть. Лише в одному місці збереглися залишки келій і поховань монахів, нечисленні руїни Михайлівської церкви і покинуті фруктові сади.
Сьогодні Бакотою умовно називаються місця вздовж берега Дністра, розташовані поблизу залишків монастиря. Мальовнича природа і романтичний імідж[джерело?] цих місць приваблюють сюди численні потоки паломників і мандрівників.
| Рік  | Відео                       | Автор              |
| ---- | --------------------------- | ------------------ |
| 2025 | «Хвилі Бакоти» дивись тут → | Суспільне Мовлення |

## Відомі люди

### Народилися
- Мельник Фаїна Григорівна (1945—2016) — олімпійська чемпіонка з легкої атлетики .
- Горбняк Тарас Васильович (* 1954) — письменник-краєзнавець, член Національної спілки краєзнавців України.

## Світлини

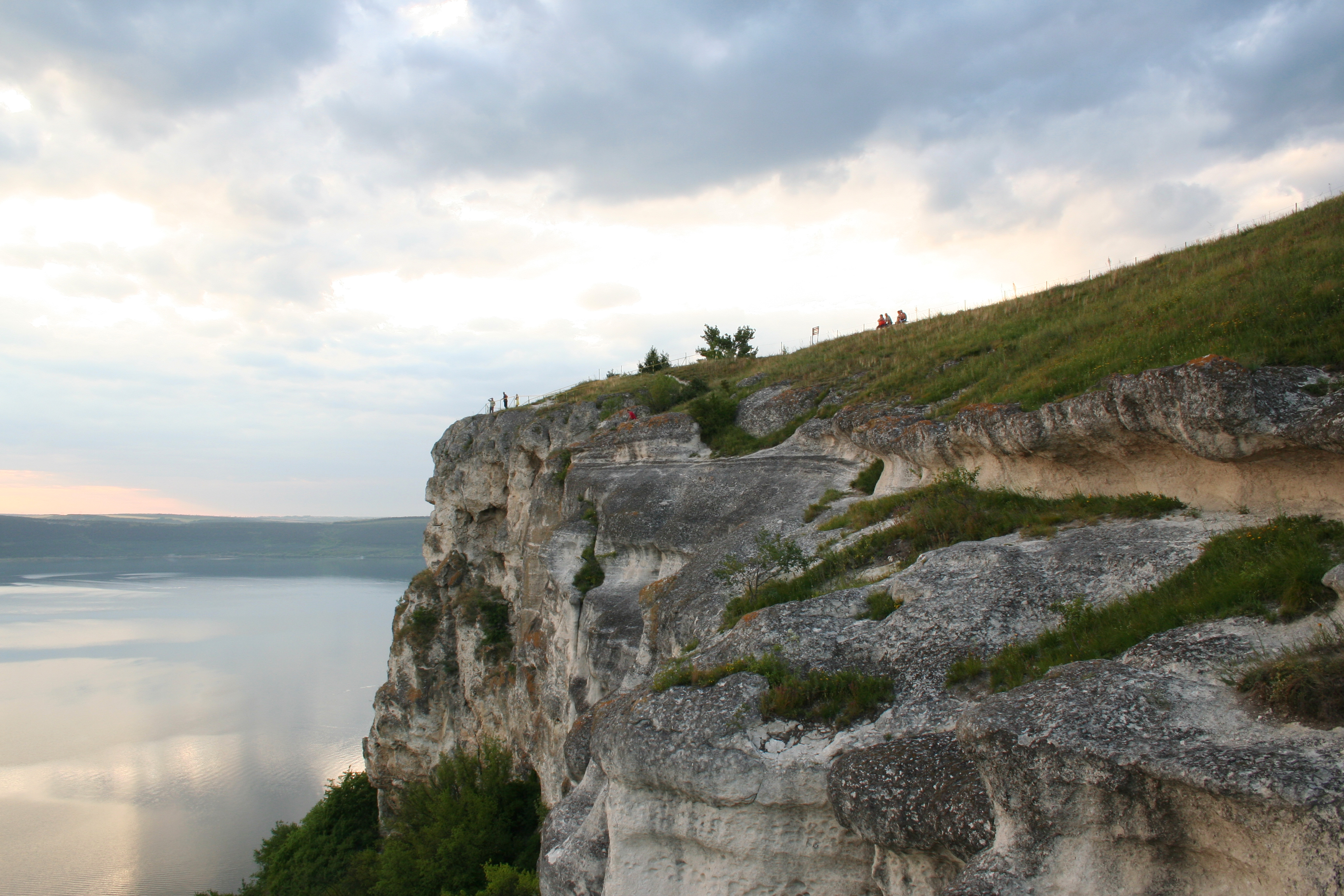
Скелі
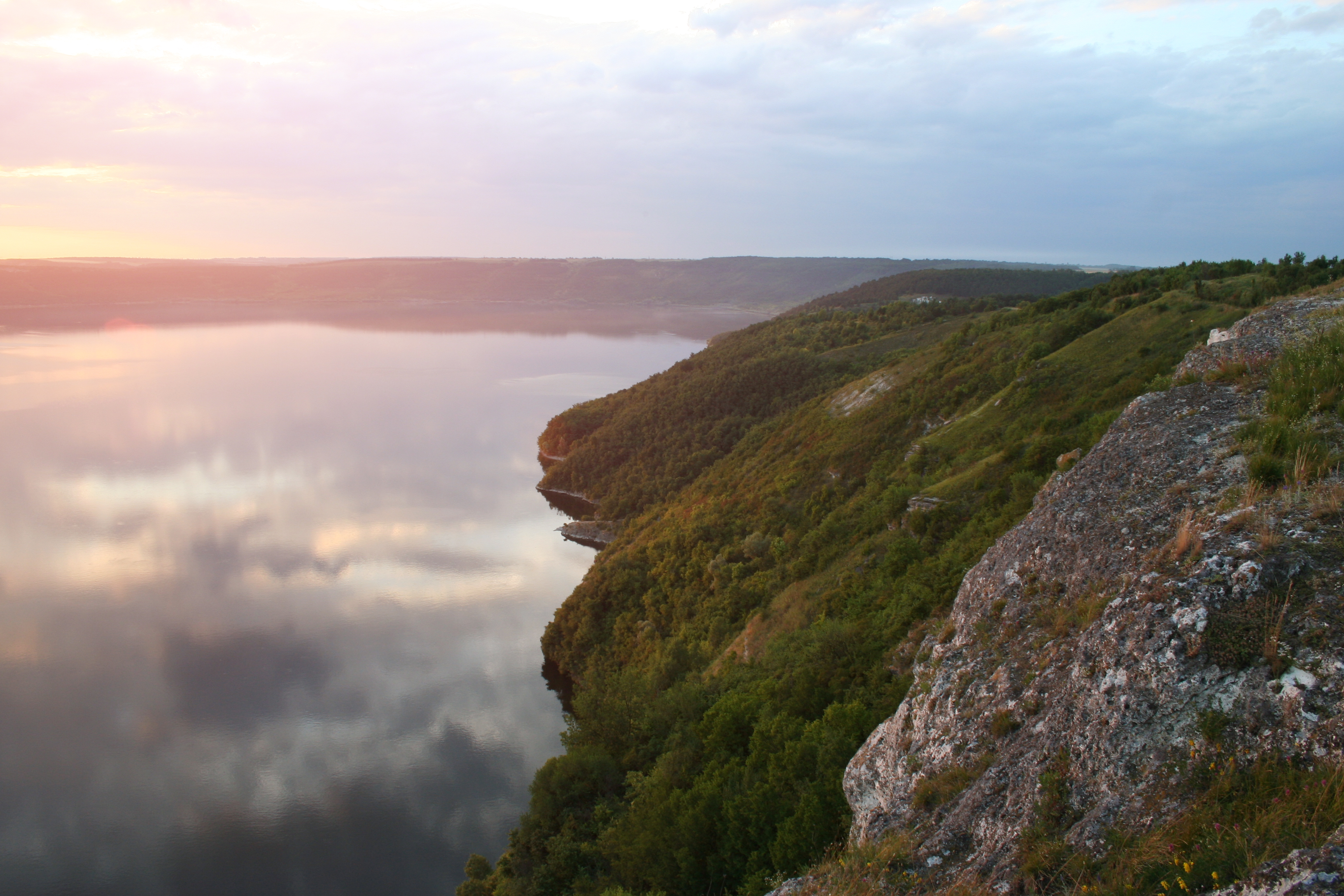
Бакотські схили
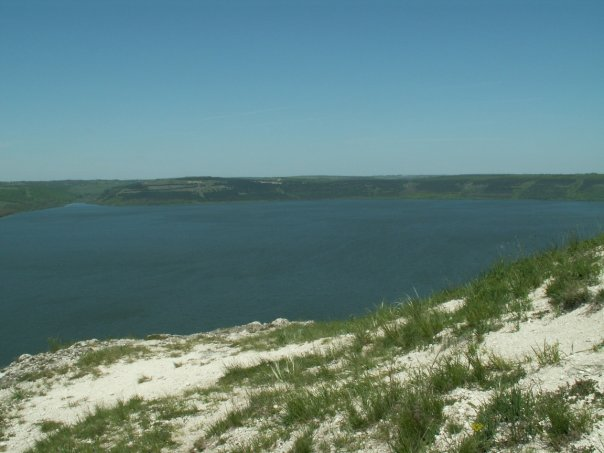
Вигляд з Білої гори
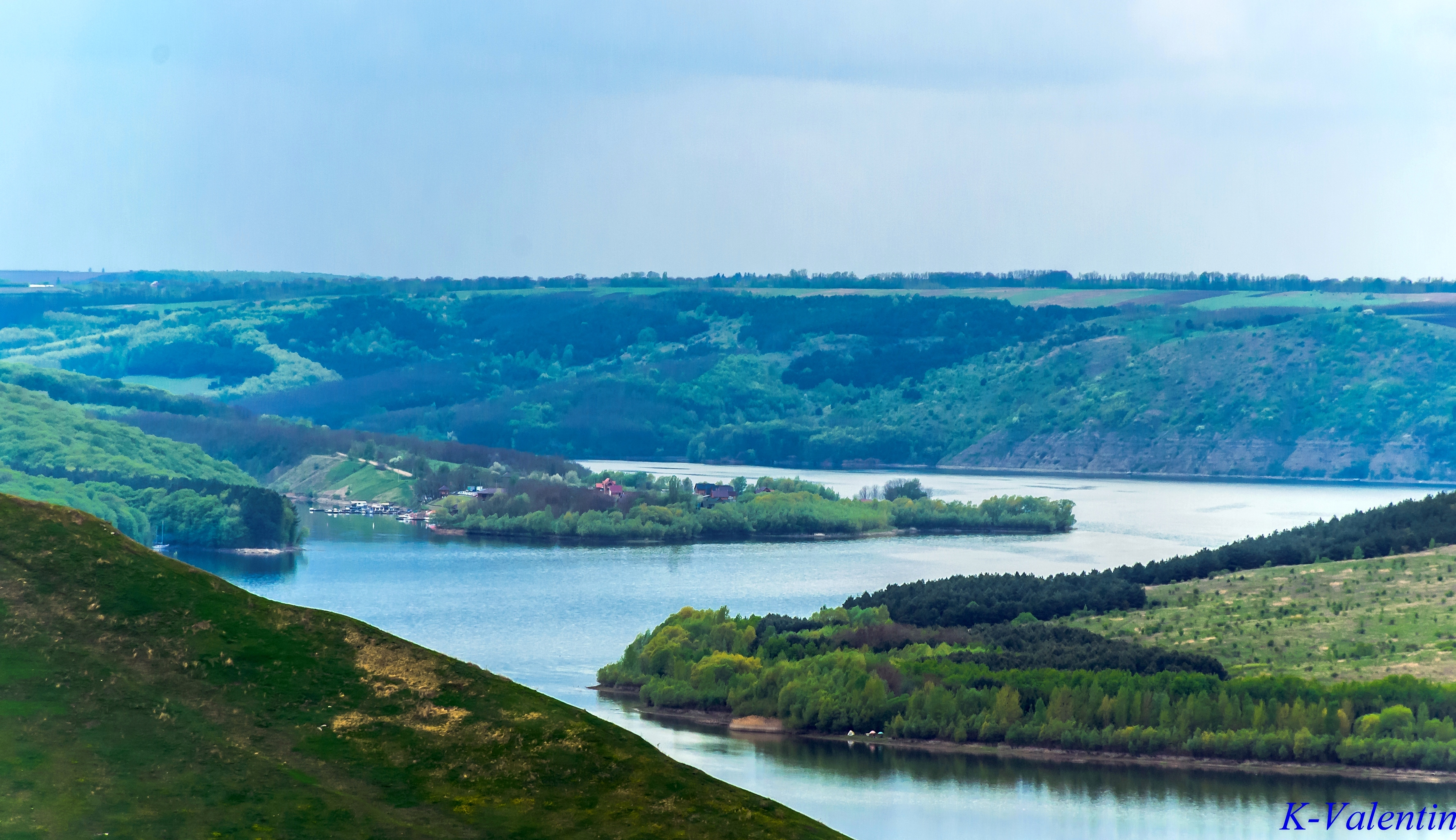
Бакота
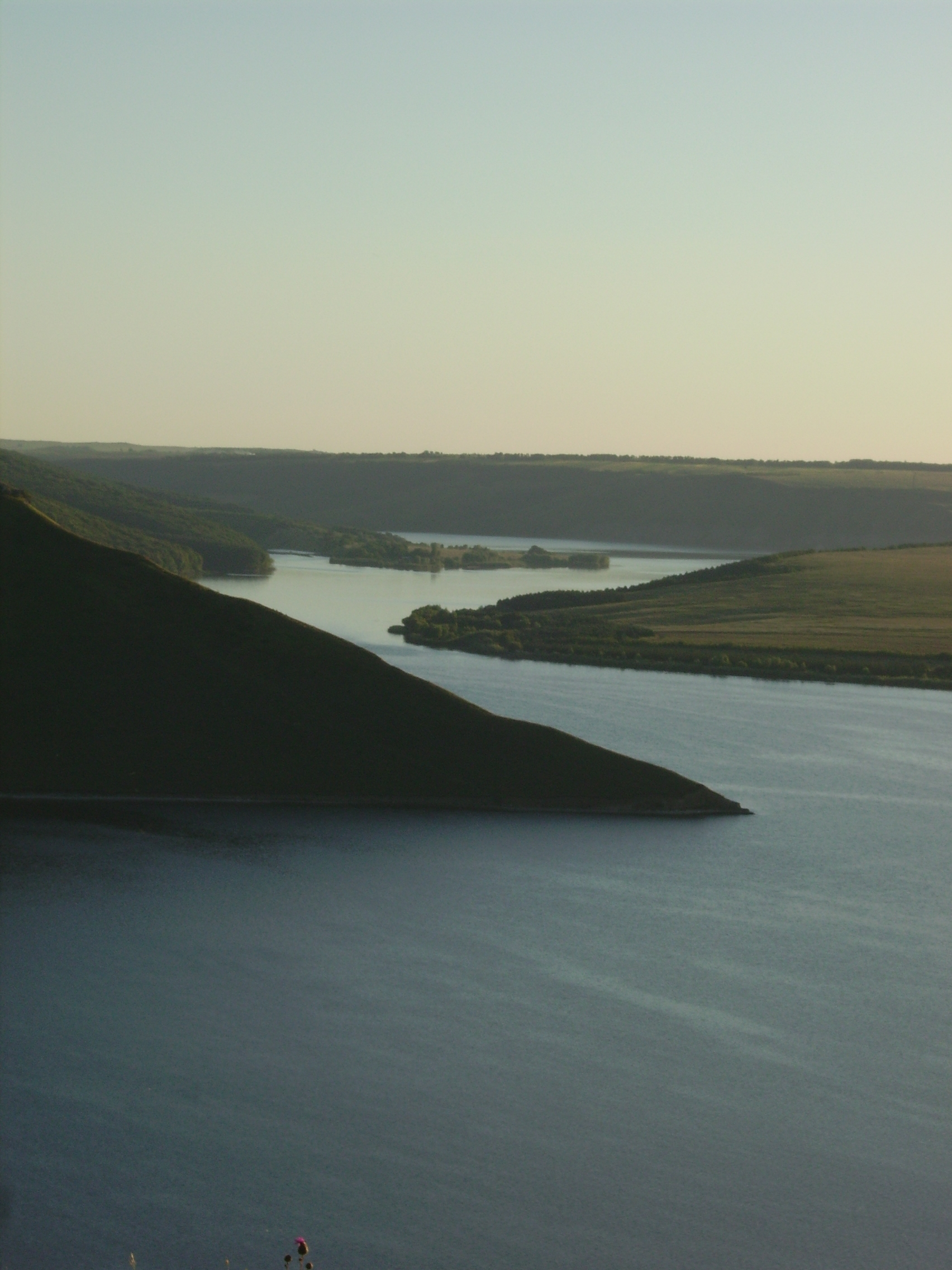
Бакота нині
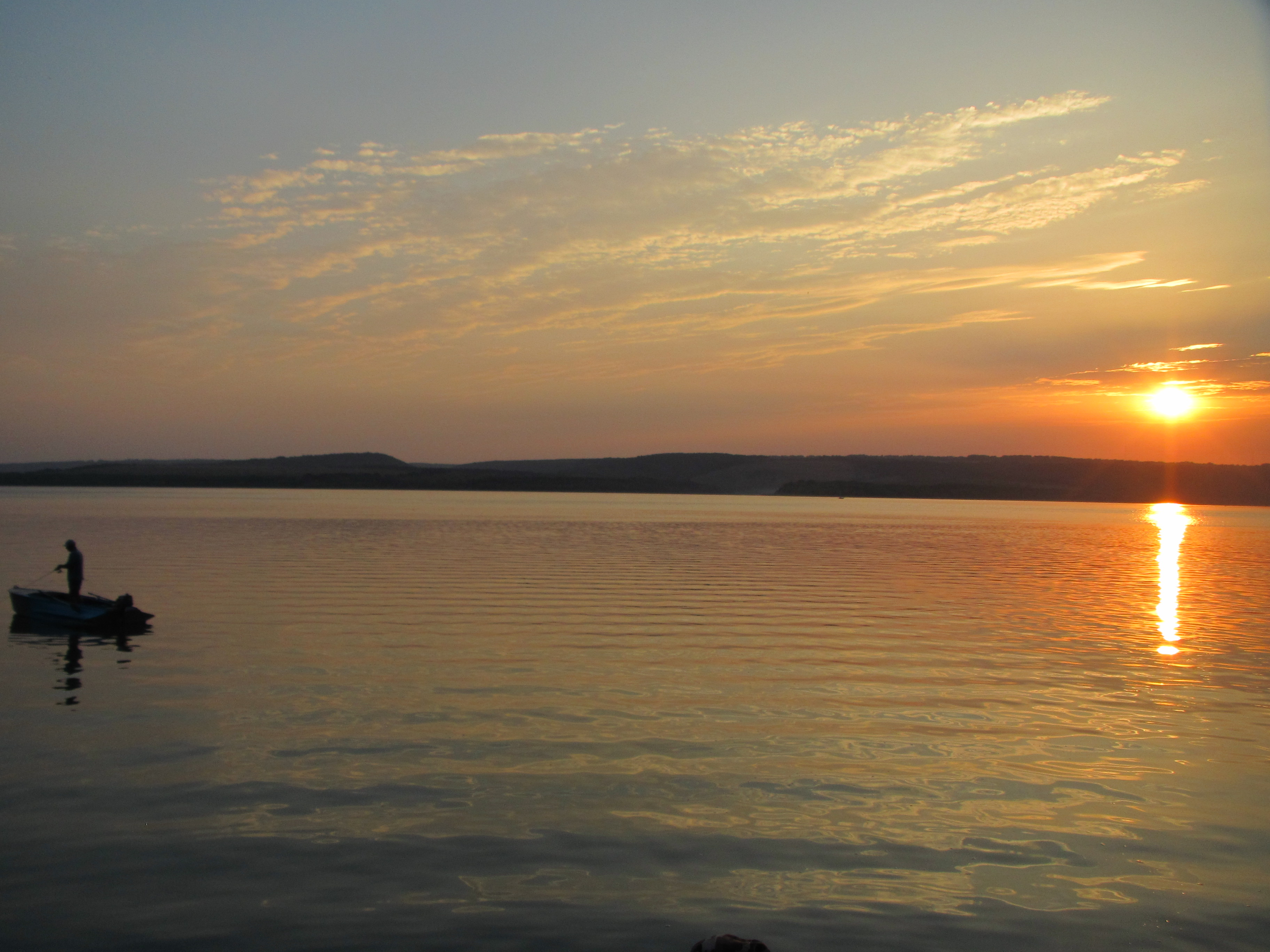
Захід сонця на Дністрі в Бакоті
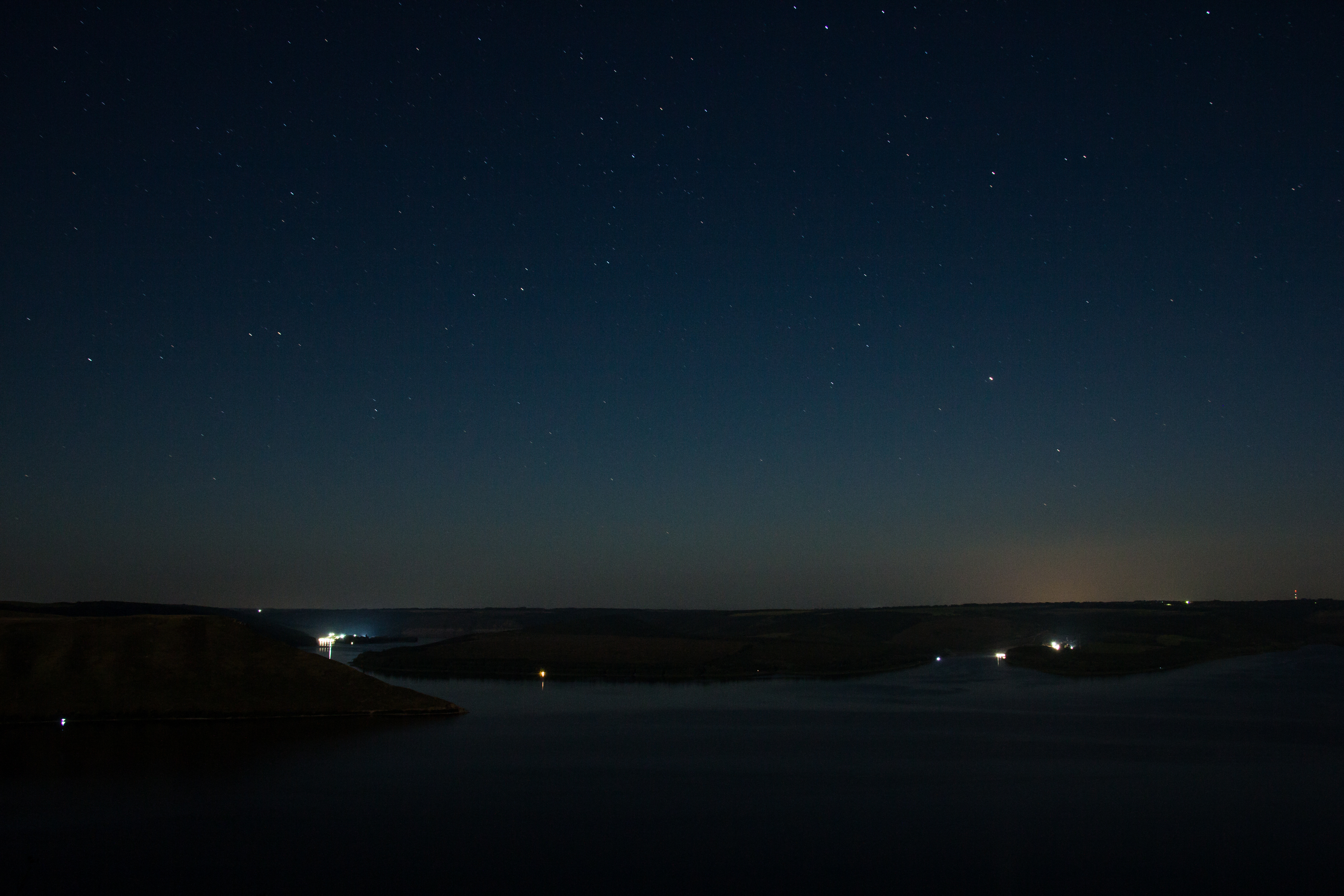
Ніч у Бакоті